# Astronidium degeneri
Astronidium degeneri är en tvåhjärtbladig växtart som beskrevs av Albert Charles Smith. Astronidium degeneri ingår i släktet Astronidium och familjen Melastomataceae. IUCN kategoriserar arten globalt som sårbar. Inga underarter finns listade i Catalogue of Life.